# Estádio General Euclides Figueiredo
Estádio General Euclides Figueiredo – stadion piłkarski w Atibai, w stanie São Paulo.